# Улица Декабристов (Воронеж)
Улица Декабристов — улица в исторической части Воронежа, проходит, с перерывом на улице Таранченко, от улицы Чернышевского до улицы Софьи Перовской. Протяжённость улицы около 530 м.
Кратчайший подъездной путь к мемориальному району петровского кораблестроения, Адмиралтейской площади, из исторического центра города.

## История
Проложена в последней четверти XVIII века по уже заселённой ранее местности в соответствии с градостроительным планом 1774 года.
Современная улица включает в себя две прежние, между нынешними улицами Чернышевского и Таранченко называлась Крутой (Крутым переулком); от улицы Таранченко к реке Воронеж и Успенской церкви — Успенский съезд, в XIX столетии на нём была устроена булыжная мостовая, почва была укреплена кирпичной подпорной стеной.
В 1928 году оба участка были объединены в единую улицу, получившую имя Декабристов в память русского революционного дворянства, участников антиправительственного Восстания 1825 года.
На улице сохранилась историческая рядовая застройка XIX — начала XX веков (№ 31, 39, 47 и др.), сохранилась подпорная стена (частично реконструированная) в бывшем Успенском съезде.
В 1996 году, при подготовке к празднованию 300-летия русского флота, улица была благоустроена, обновлено асфальтовое покрытие, устроен тротуар, возведены перила, частично отремонтирована подпорная стена. 7 сентября по улице прошёл крестный ход от Никольского храма к Успенской церкви и новой Адмиралтейской площади.

## Достопримечательности
д. 32 — Воронежский детский театр
Дом мещанина Н. Ф. Окупова (1901)